# Duomo di Magonza
Il duomo di Magonza (in tedesco Mainzer Dom o Hoher Dom zu Mainz) è la cattedrale di Magonza, in Germania, e si affaccia sulla piazza del mercato.
Dedicata ai santi Martino e Stefano rappresenta il maggior capolavoro dell'Architettura romanica renana e l'edificio più significativo della città.
Il duomo è una delle sette Cattedrali imperiali; inoltre doveva simboleggiare il potere della chiesa cattolica che a Magonza, per molti secoli, fu anche potere politico. Infatti l'arcivescovo della città era anche Kurfürst, cioè principe elettore dell'Elettorato di Magonza, uno dei sette preposti alla scelta e all'incoronazione dell'imperatore del Sacro Romano Impero.

## Storia e descrizione

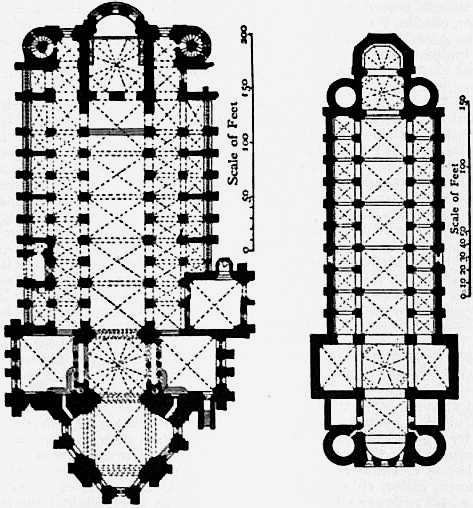
Piante del duomo attuale e di quello romanico.

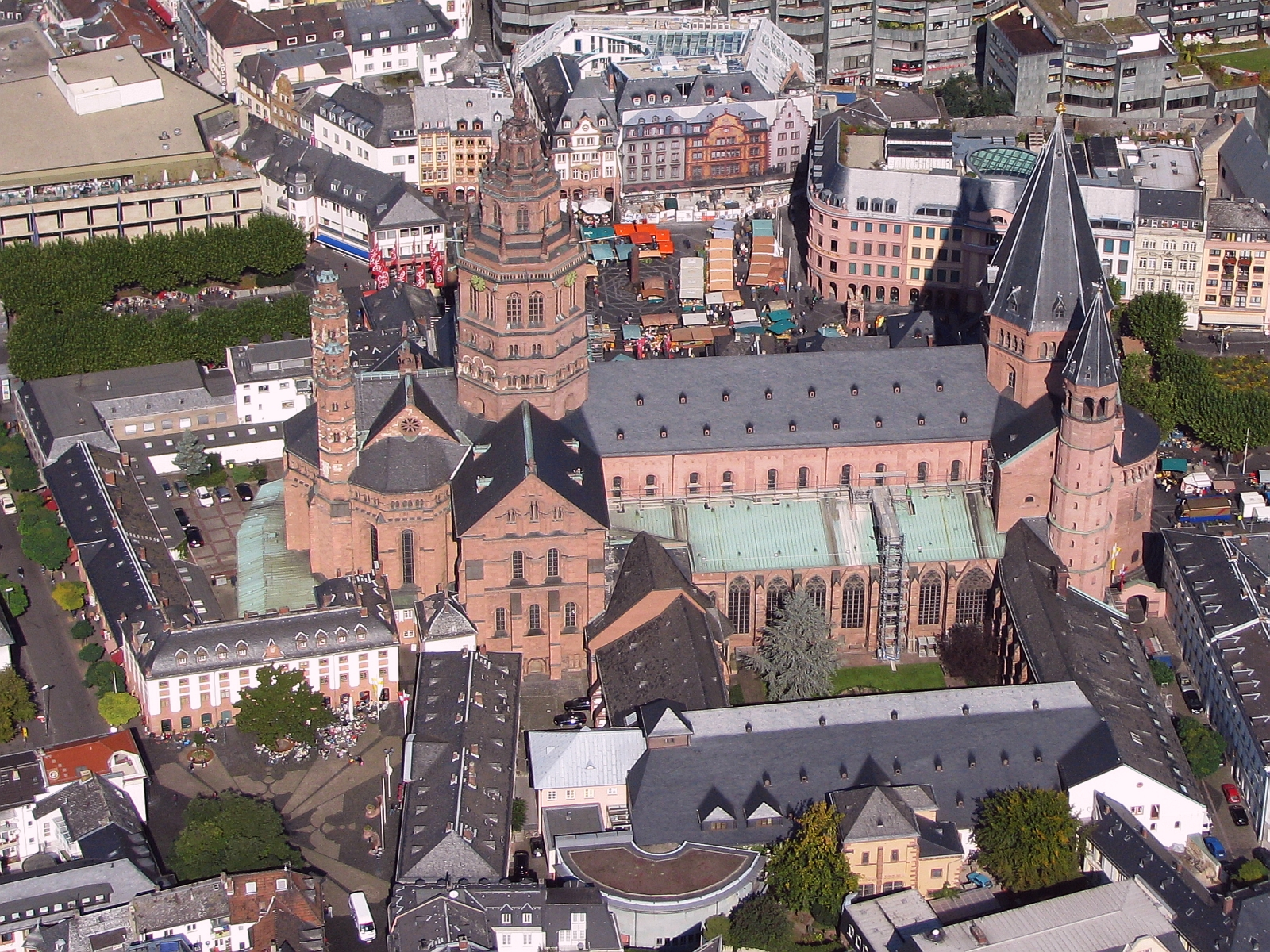
Veduta aerea del complesso del duomo col chiostro.

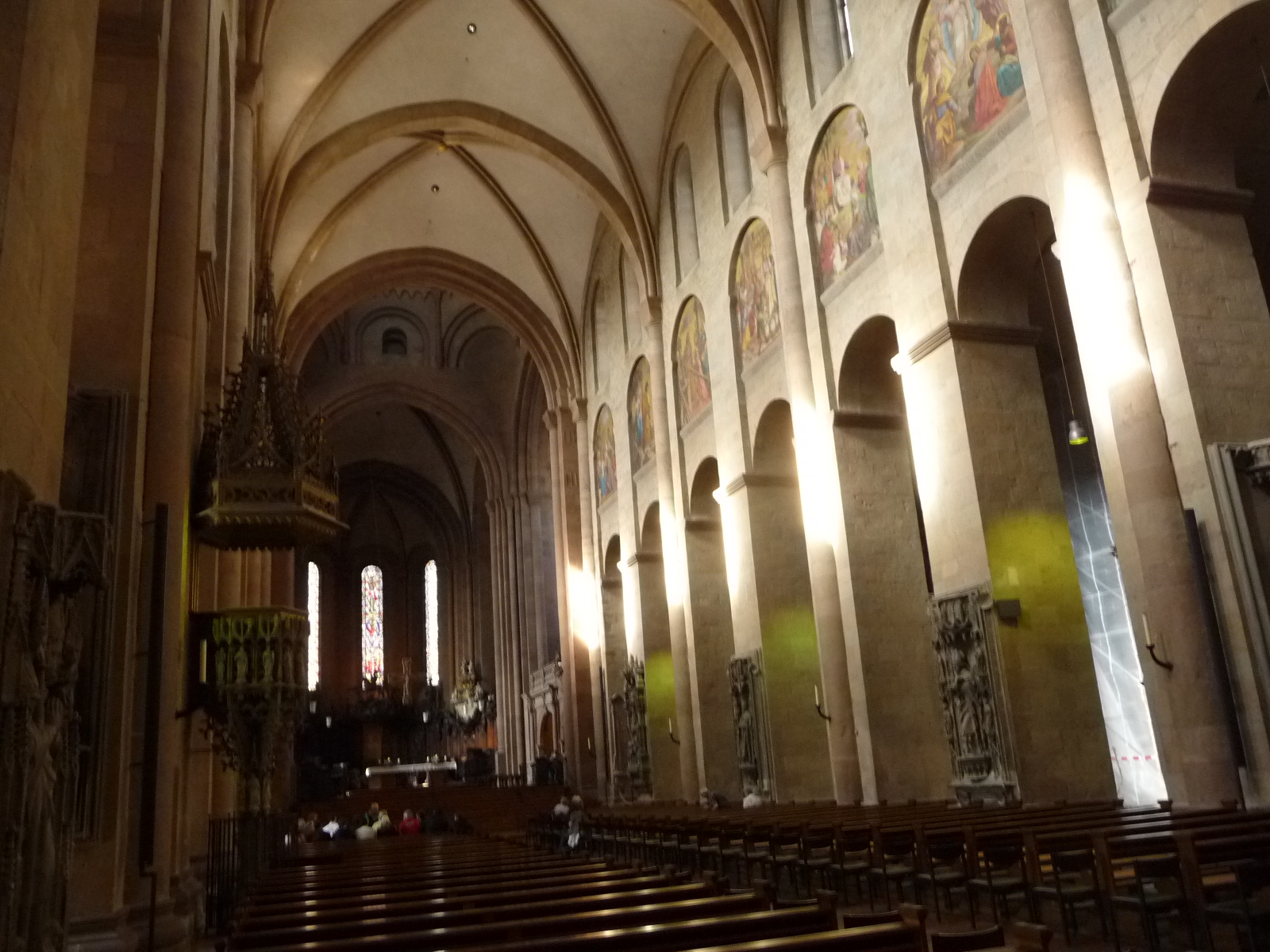
Veduta dell'interno.

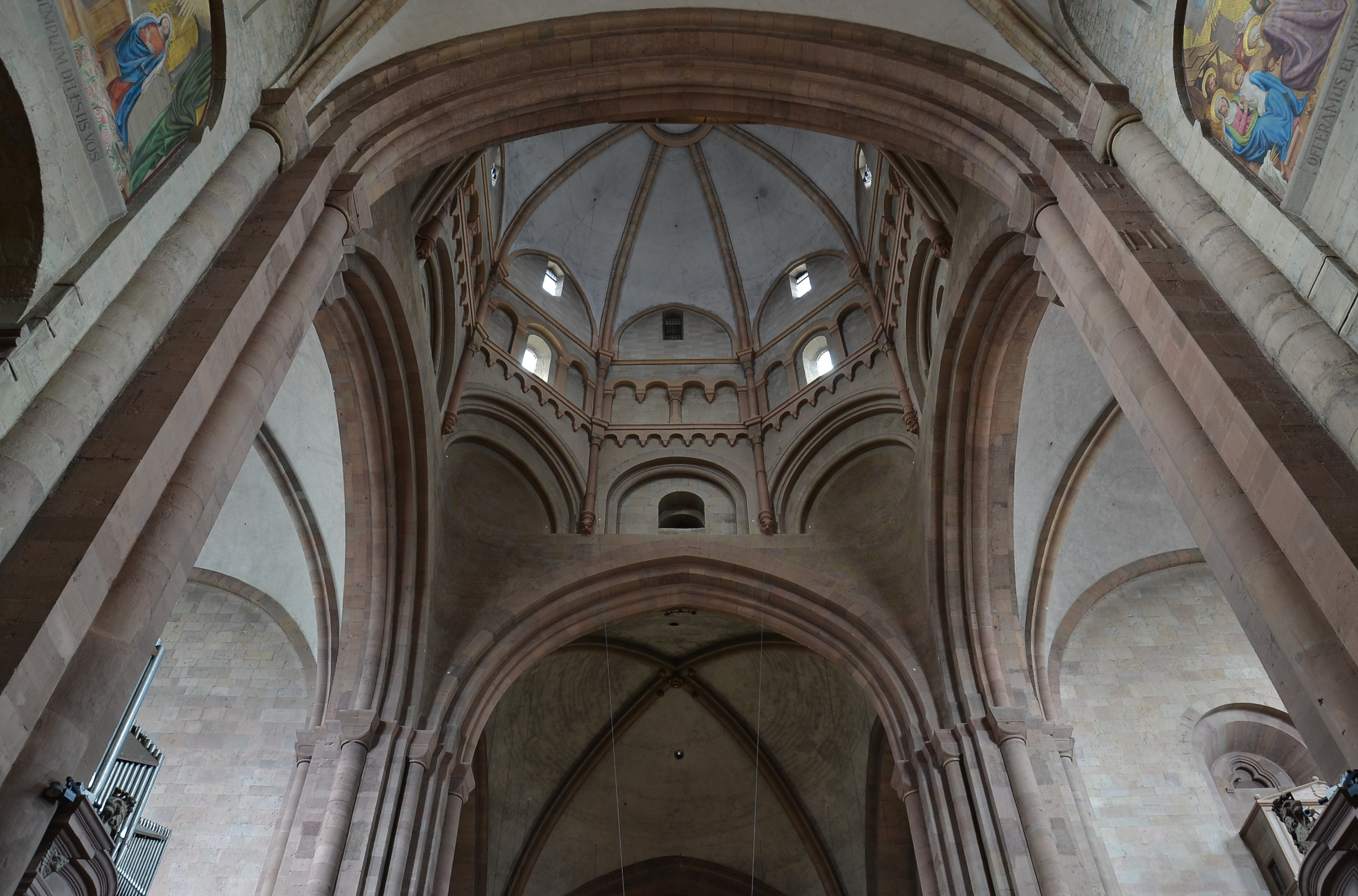
La cupola del coro occidentale.

### Origini
La fede cristiana, giunta a Magonza con i Romani, si sviluppò nel corso del tempo con l'opera di vescovi santi.
Nel 983 l'imperatore Ottone II durante la Dieta di Verona, incaricò Villigiso di Magonza, allora arcivescovo della città dal 975, dell'amministrazione della regione a nome dell'imperatore. Era il tempo in cui i due poteri, quello religioso e quello politico-militare, provavano ad operare insieme nell'interesse del popolo.

### Cattedrale ottoniana
Viligiso iniziò la costruzione della cattedrale verso il 998. La chiesa rifletteva le caratteristiche tipiche dell'architettura ottoniana, con pianta a croce latina divisa in tre navate da colonne e coro con torri.
Tuttavia anche se la città al tempo prosperava ed era sede di uno dei principali principi vescovi del regno dei Franchi Orientali, la costruzione del grande edificio non era volta a uno scopo pastorale, ma piuttosto destinata a essere una cattedrale imperiale, simbolo architettonico di un Impero che andava man mano formandosi.
La maggior parte delle chiese dell'epoca avevano un coro orientato verso est. Villigiso, al contrario, lo fece erigere verso ovest, come per le grandi basiliche di Roma. Inoltre, un quadriportico di fronte alla facciata riecheggiava fortemente l'antica basilica di San Pietro in Vaticano, segno evidente dell'ambizione dell'arcivescovo. Nel 1002 venne incoronato re di Germania Enrico II il Santo.
Il 28 agosto 1009, giorno prima della consacrazione del nuovo edificio, un incendio divampò nella chiesa, forse a causa dei grandi lampadari a fiaccole atti a illuminarla. 
Sotto il vescovado degli immediati successori di Villigiso, Erchenbaldo e Aribo la cattedrale resta in costruzione. Sarà l'arcivescovo Bardo (1031-1051) a terminare i lavori e a consacrarla il 10 novembre 1036 alla presenza dell'imperatore Corrado II il Salico, già incoronato nella cattedrale l'8 settembre 1024.

### La cattedrale romanica

#### Periodo imperiale
Un altro grave incendio divampò nel 1091 danneggiando notevolmente l'edificio. I finanziamenti imperiali divennero di primaria importanza. Così verso il 1100, l'imperatore Enrico IV di Franconia, che già aveva ristrutturato il duomo di Spira, dà inizio a un rimaneggiamento della cattedrale danneggiata ispirandosi allo stile romanico lombardo e facendovi arrivare dei Maestri comacini. All'estremità orientale della chiesa vi fa costruire un coro simile a quello di Spira, e rimpiazza la torre d'origine, probabilmente quadrata, con una cupola ottagonale. Inoltre fa rialzare la parte orientale della navata centrale per ricavare la cripta tripartita e scavata sotto il nuovo coro.
Nel 1106, alla morte dell'imperatore, molte parti dell'edificio erano ancora in cantiere. Con la fine dei sussidi i lavori si arrestarono e anche le maestranze lombarde se ne andarono, lasciando parti incompiute. Un esempio ne sono i portali orientali a fianchi del coro; quello meridionale dai preziosi capitelli scolpiti, e quello settentrionale con i capitelli ancora oggi incompleti.
La chiesa rifletteva le caratteristiche tipiche dell'architettura medievale tedesca, con pianta basilicale a tre navate su colonne e due cori con sei torri. Il coro occidentale destinato al vescovo e quello orientale all'imperatore. Due torri si ergevano a fianco di ciascun coro, e una, maggiore, su ognuna delle due crociere. Vista la grande taglia dell'edificio, ancora non presentava coperture a volta.

#### Periodo arcivescovile
Il cantiere della cattedrale fu ripreso in seguito dagli arcivescovi. Tuttavia l'interruzione dei sussidi imperiali vide l'erezione delle navate in una qualità architettonica inferiore rispetto al coro orientale. Infatti per quest'ultimo Enrico IV aveva fatto venire dai monti della Spessart e della Pfälzerwald un'arenaria di alta qualità, già impiegato per il duomo di Spira; ora si utilizza un calcare di sedimenti crostacei delle cave di Weisenau, appena a sud della città.
Non si conosce la data precisa di inizio della ricostruzione delle navate, ma molto probabilmente dopo un altro incendio, quello del 1190.
L'arcivescovo Adalberto I di Saarbrücken (1110-1137) fece erigere la cappella romanica di San Gottardo come cappella principesca privata. 
Per l'elevazione delle navate i mastri costruttori si rifaranno ancora a Spira, il più grande modello in Germania per l'architettura romanica. Tuttavia Magonza non poté mai elevare la navata a un'altezza superiore ai 28 metri (il duomo di Spira ne misura 33) in quanto era legata al coro già esistente. Nell'insieme la navata resta assai spoglia, senza inquadramenti alle finestre, né capitelli decorati. Solo verso il 1200, con la realizzazione delle volte a crociera, la navata poté dirsi completata. 
L'8 settembre 1198 venne incoronato nella cattedrale Filippo di Svevia.
Il 9 dicembre 1212 anche Federico II di Svevia veniva incoronato imperatore nel duomo dal vescovo Sigfrido III di Eppstein.

#### Ricostruzione del coro occidentale
Solo nell'ultima fase si intraprende la ricostruzione del corpo occidentale di Villigiso; ora intrapreso secondo i canoni dello stile romanico tardivo della Bassa-Renania, mentre la parte orientale seguiva lo stile romanico primitivo dell'Alta-Renania. Lo si nota soprattutto nella decorazione scultorea, più ricca e meno severa. Per mantenere un'uniformità con le navate, anche questa parte appare assai spoglia, unica eccezione è la grande cupola ottagonale sulla crociera, aperta da finestre e decorata con arcature cieche, cornicioni, colonne e capitelli. Sarà una delle ultime espressioni dello stile romanico. Quest'ala, infine terminata, venne consacrata il 4 luglio 1239 dall'arcivescovo Sigfrido III di Eppstein.

### Periodo gotico

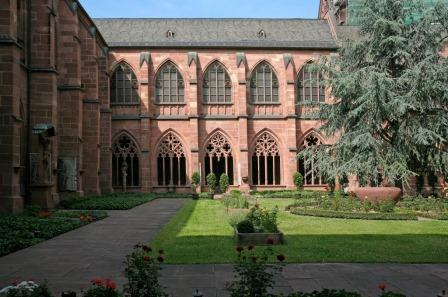
Il chiostro.

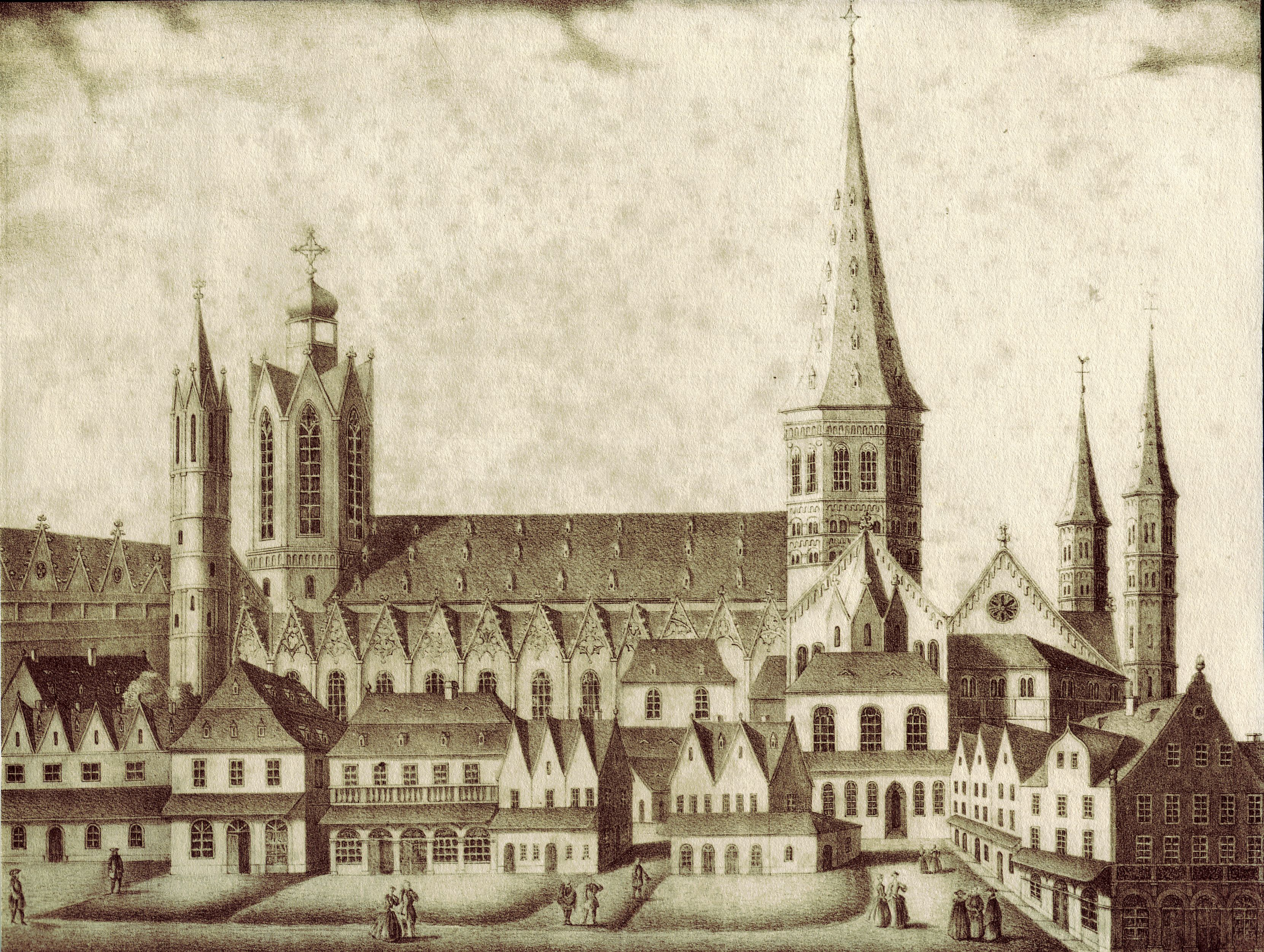
La cattedrale prima dell'incendio del 22 maggio 1767.

All'inizio della ricostruzione del coro occidentale, in stile tardo-romanico, il Maestro di Naumburg costruì un Pontile-tramezzo di ispirazione già gotica, rappresentante il Giudizio Universale; poi smantellato nel 1682. Da questa struttura proviene, come frammento sopravvissuto, il cosiddetto Cavaliere di Bassenheim.
Dal 1279 alle navate laterali furono aggiunte delle cappelle gotiche aperte da grandi finestroni. Inoltre nel 1418 l'arcivescovo Johann von Nassau ordina la costruzione di una appella funeraria, su due livelli, sull'asse oltre il coro orientale (oggi ne resta solo la cripta). 
Fra il 1390 e il 1410 venne realizzato il chiostro. Si crede che Madern Gerthener abbia collaborato alla costruzione sia della cappella Nassau che del chiostro; mentre certo è che il portale gotico della Memorienkapelle, antica sala capitolare, è una sua opera del 1420
Dal 1361 sulla crociera est, e dal 1418 anche su quella ovest, vennero erette due grandi torri nolari destinate a ospitare le campane. I lavori vennero terminati solo nel 1482.
Una volta finiti i rimaneggiamenti gotici, la cattedrale non subì più modifiche fino al 1767, a parte il rinnovo del mobilio.

### Interventi barocchi

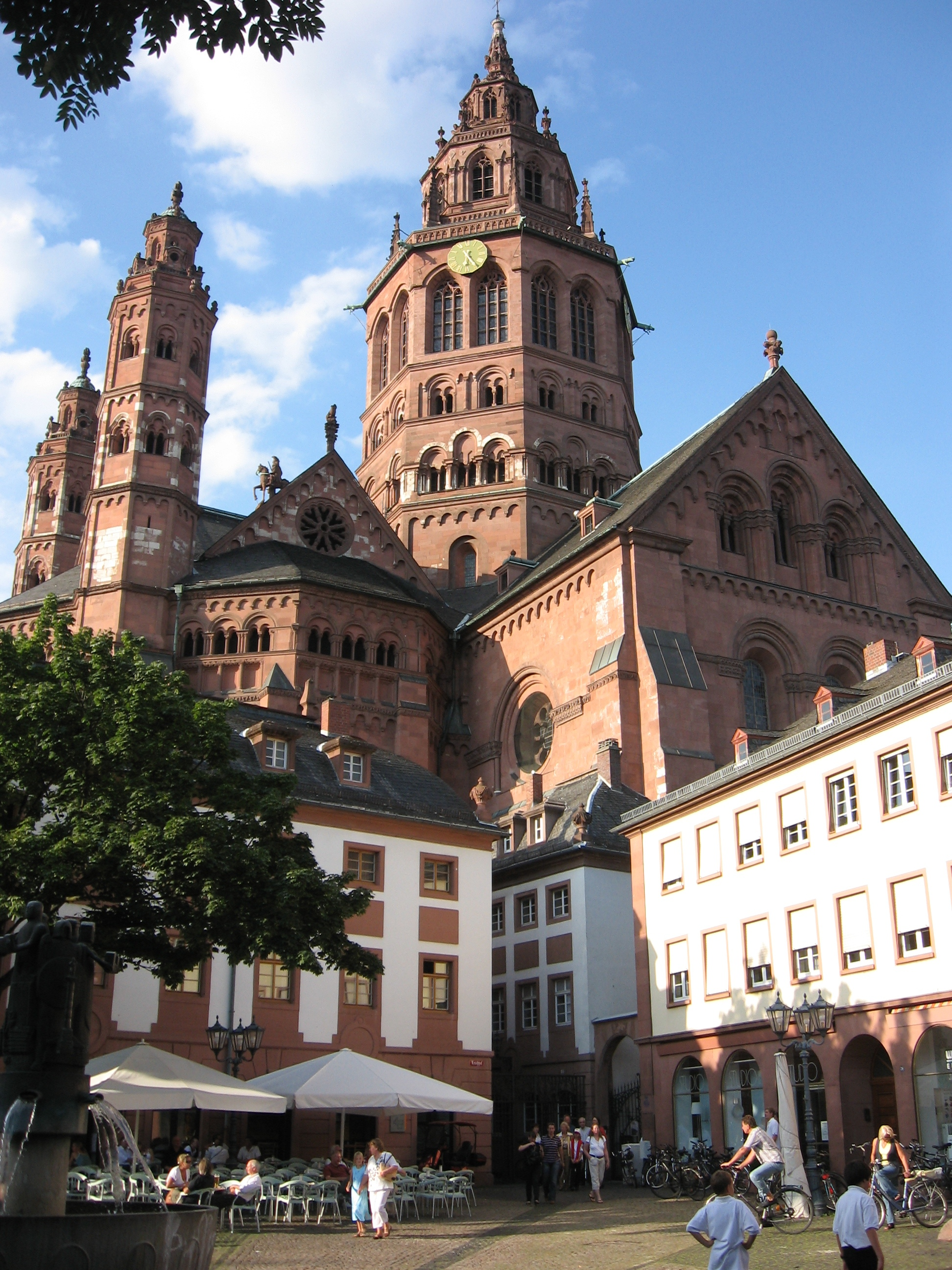
Le torri occidentali rifatte da Franz Ignaz Michael Neumann.

Il 22 maggio 1767 un fulmine colpisce la torre nolare occidentale incendiandola. Venne ricostruita nel 1769 da Franz Ignaz Michael Neumann, figlio del celebre Balthasar Neumann, nelle caratteristiche forme attuali. Nonostante fosse un artista barocco, Neumann intervenne al duomo con rispetto, mantenendo gli elementi tradizionali dello stile gotico e romanico.
Inoltre le ghimberghe delle cappelle laterali vennero tagliate. Anche l'interno risentì degli interventi settecenteschi. Balthasar Neumann realizza due monumenti sepolcrali ai lati dell'arcone del coro occidentale nel 1745, l'interno viene interamente intonacato di bianco nel 1758, le vetrate sostituite con dei monocromi e nuovi stalli lignei rococò vengono eseguiti nel 1767 nel coro occidentale.

### Modifiche e ricostruzioni ottocentesche

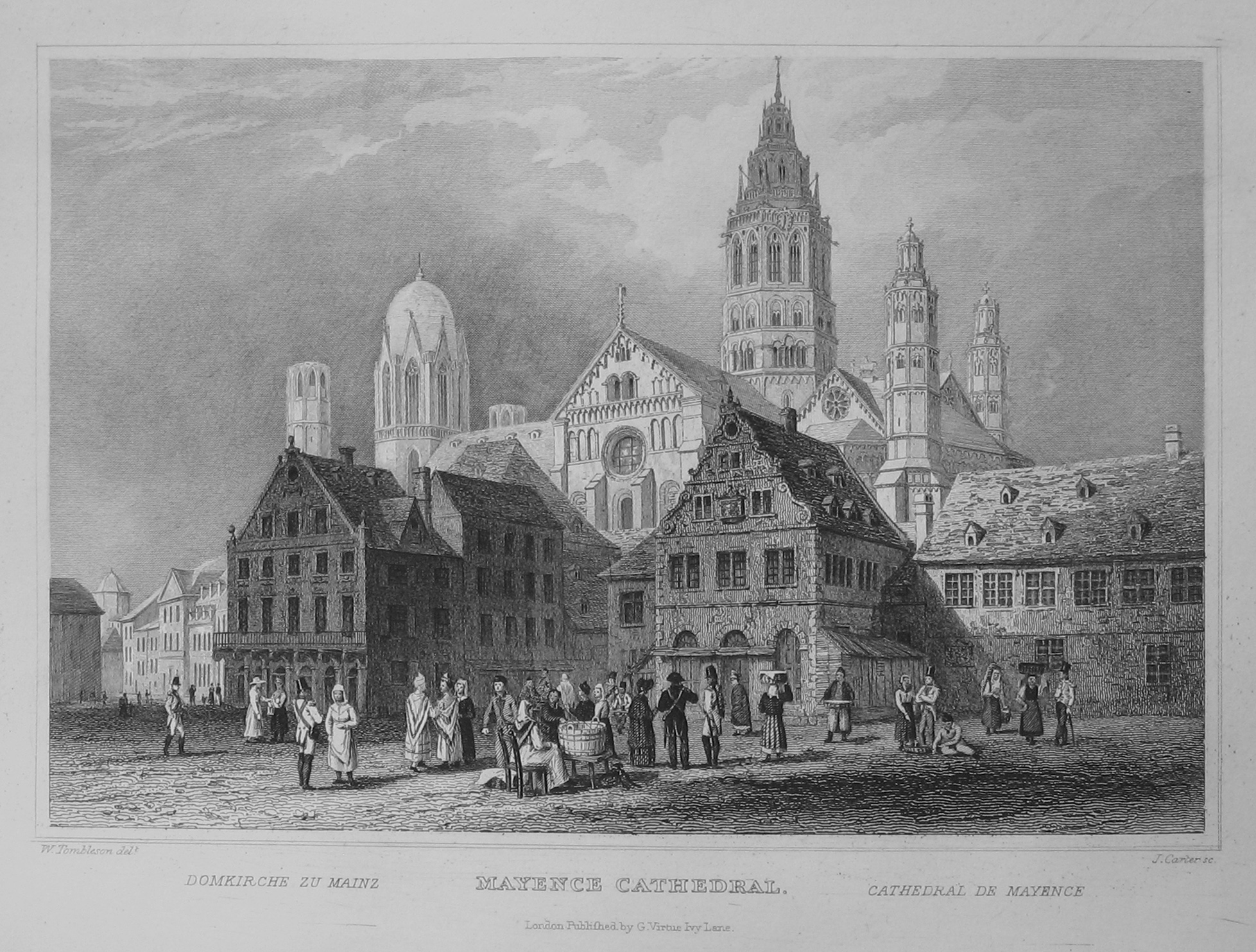
Stampa del 1840 con la cupola di Moller.

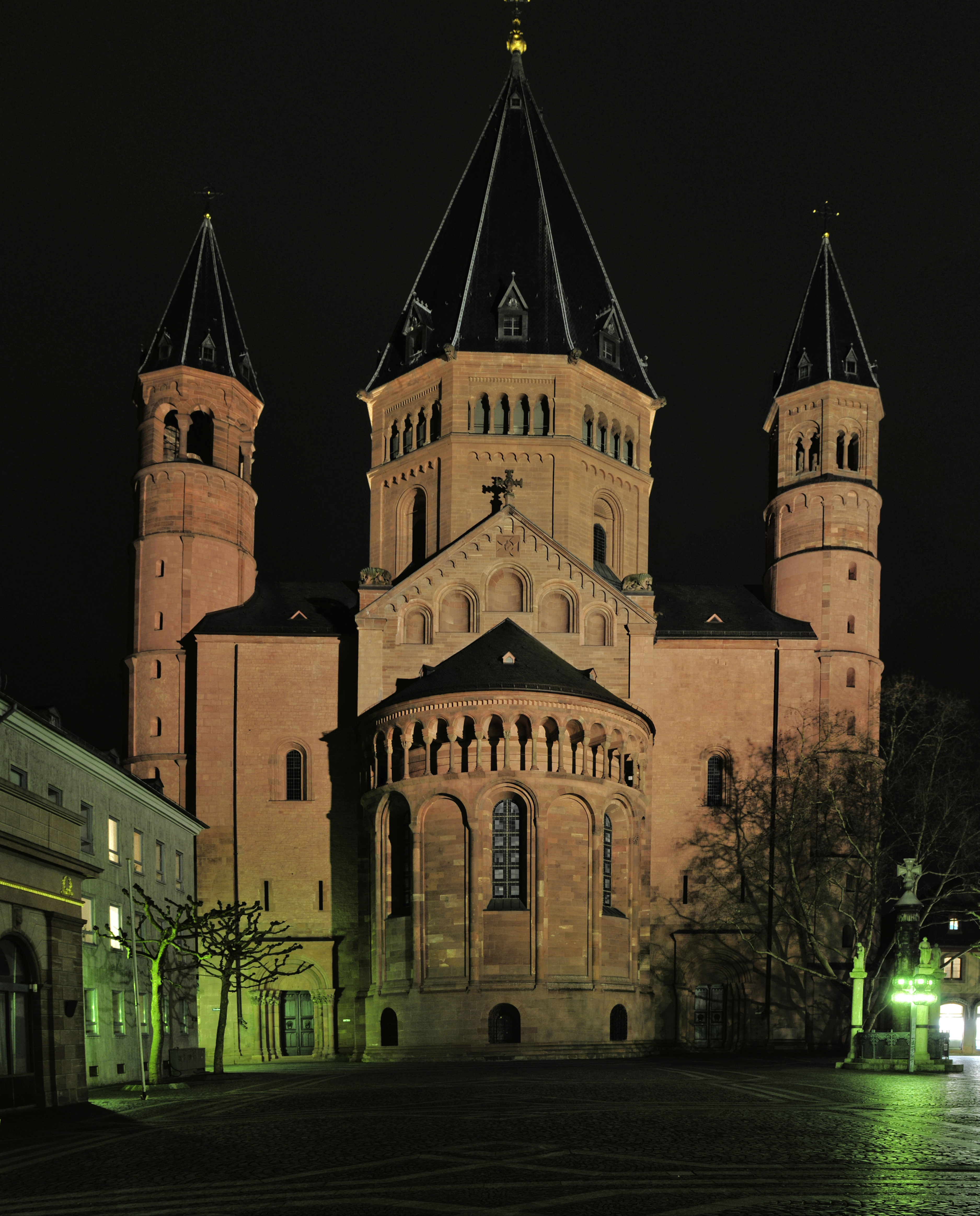
Il corpo orientale con le torri neoromaniche.

Con la decadenza del principato elettorale la cattedrale subirà una serie di catastrofi. Durante la Repubblica di Magonza la cattedrale venne destinata a magazzino militare e il mobilio interno venne messo all'asta. Soprattutto durante l'assedio prussiano alla città. Infatti nel feroce bombardamento del 1793 alla Fortezza di Magonza e quello della notte fra il 28 e 29 giugno, scaturiscono numerosi incendi in città, e tutte le parti combustibili della cattedrale, come la biblioteca annessa, andarono a fuoco. Inoltre, durante la rioccupazione francese di Magonza nel 1794, le opere d'arte che non erano state distrutte, furono vendute.
All'arrivo del vescovo Joseph Ludwig Colmar nel 1802 la cattedrale si presentava come un ammasso di rovine, solo le parti in muratura e le volte avevano resistito. Tuttavia Colmar riuscì a intercedere presso Napoleone e quindi a risparmiare la cattedrale dalla distruzione. Inoltre intraprese i primi lavori di ricostruzione, ma a causa delle alterne vicende imperiali e conseguenti confische militari i lavori andarono molto a rilento, inoltre venne anche destinata a ospedale militare accogliendo 6000 soldati malati di tifo.
Solo nel 1814 la cattedrale riprese la sua funzione sacra e l'architetto di Stato Georg Moller procedette subito nel riparare i tetti, terminati solo verso il 1831. Nel 1828 Moller coprì la torre nolare orientale, gotica, con una cupola in ferro battuto, che poi venne demolita, come anche la torre, nel 1870 a causa dell'eccessivo peso. La torre nolare odierna, neoromanica venne eretta nel 1875 dall'architetto olandese Pierre Cuypers.
Le foto storiche della fine del XIX secolo mostrano anche la "ripresa dei colori" della cattedrale, in opposizione ai canoni barocchi. Infatti fra il 1859 e il 1864 i Nazareni intrapresero un'opera pittorica, essenzialmente realizzata da Philipp Veit, di cui oggi restano le Scene del Nuovo Testamento nella navata centrale.

### Restauri
Nel 1909 e nel 1924-28 si procedette a una grande campagna di restauro e consolidamento delle fondamenta, con cemento armato.
La seconda guerra mondiale colpì di nuovo nel 1942 la cattedrale, che in seguito venne restaurata, e nel 1970 si completò anche il rinnovo delle vetrate, andate perse.
Una completa e magistrale opera di restauro venne intrapresa nel 2001 e durò quindici anni.

## Opere d'arte

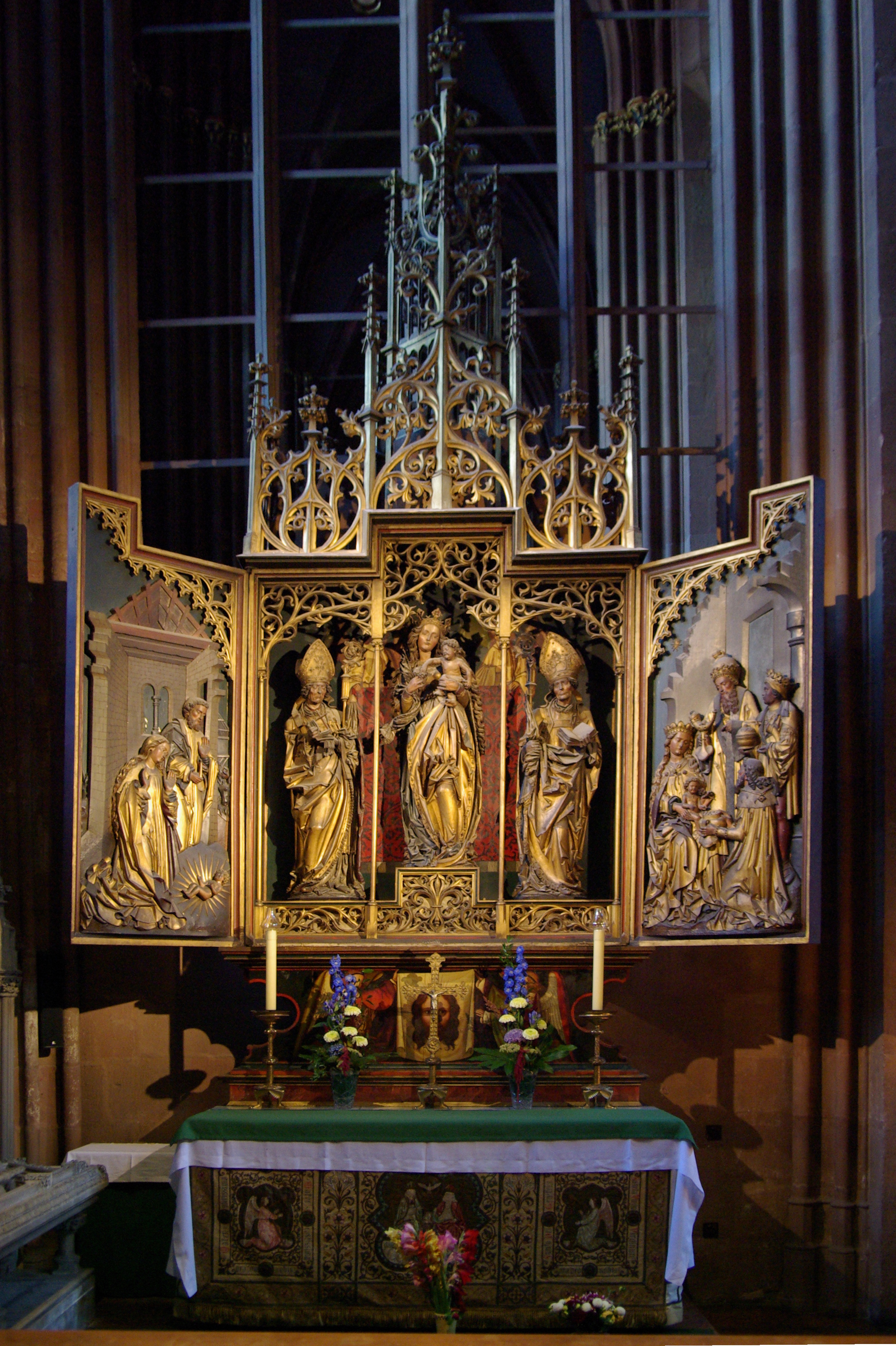
Altare della Bella Magontina.

- Battenti del portale nord, bronzo, X secolo, provenienti dalla prima cattedrale.
- Crocifisso nella Cappella di San Gottardo, Scula mediorenana, 1150-60
- Tomba dell'arcivescovo Konrad von Daun, di Madern Gerthener
- Bella Magontina, altare della Madonna con bambino e due vescovi, primo '500
- Monumenti sepolcrali ai lati del coro occidentale, di Balthasar Neumann, 1745.
- Stalli rococò del coro occidentale, di Franz Anton Hermann, 1760-1767

## Galleria d'immagini

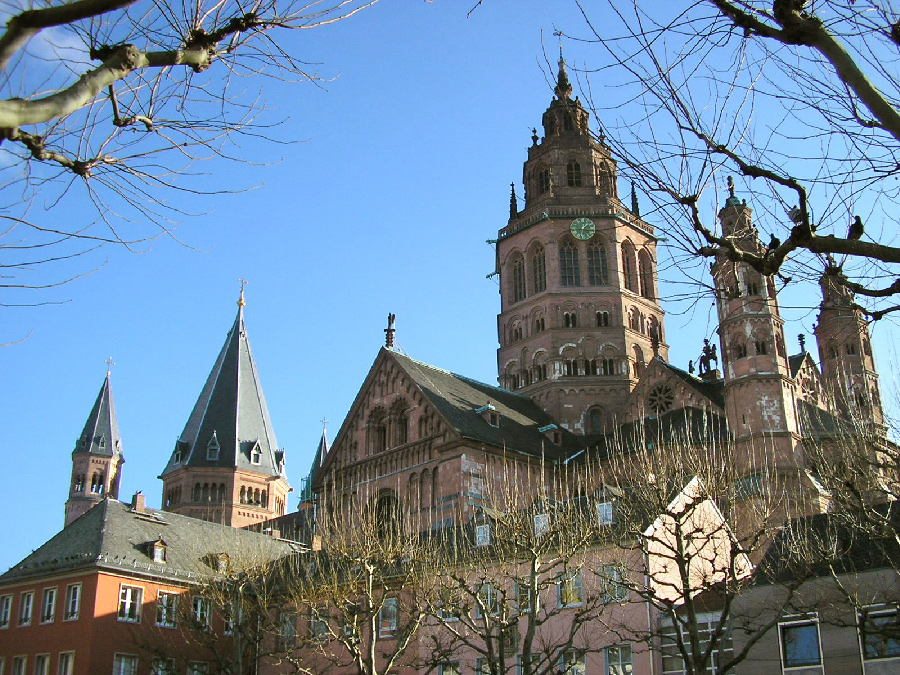
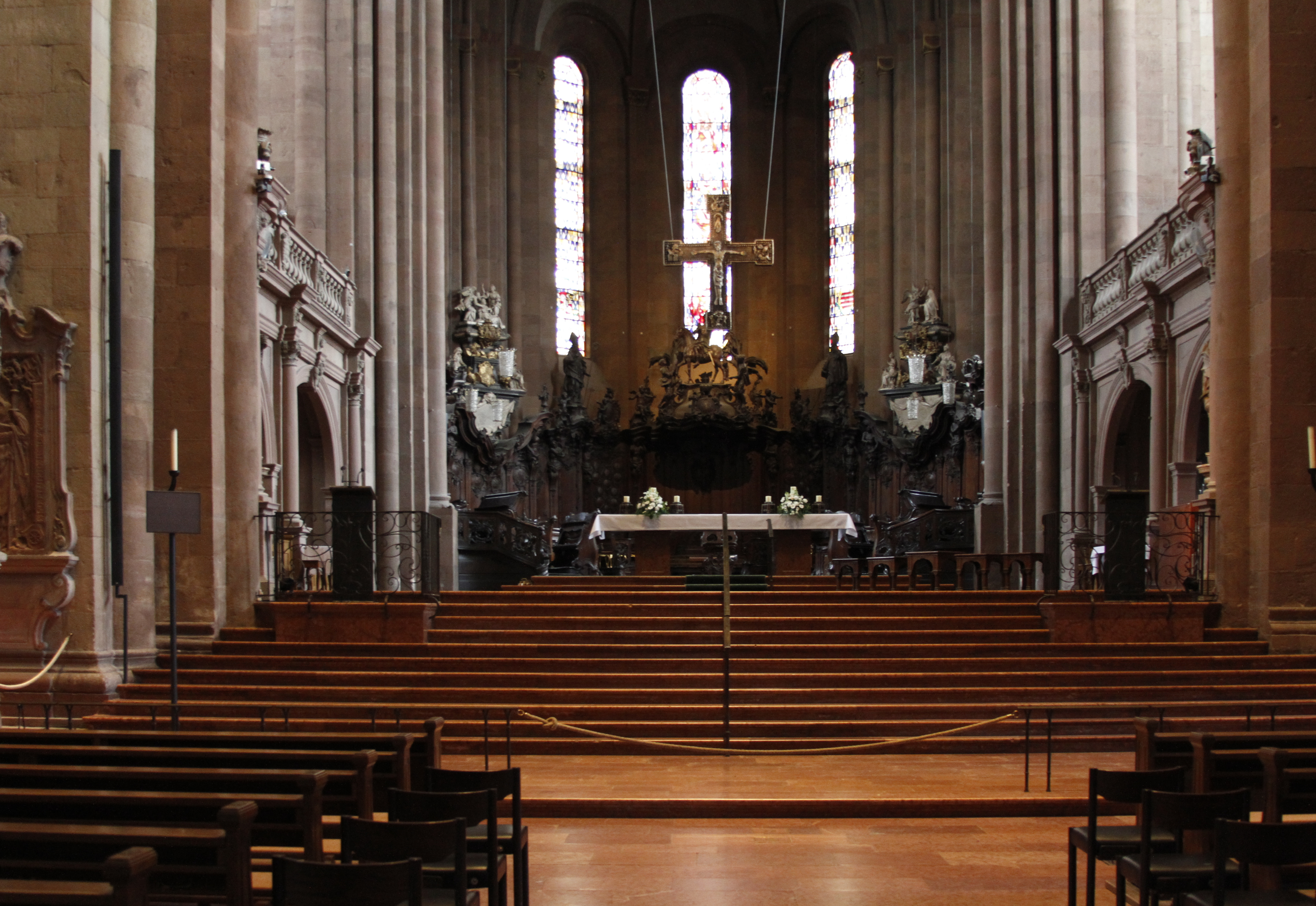
Il coro occidentale
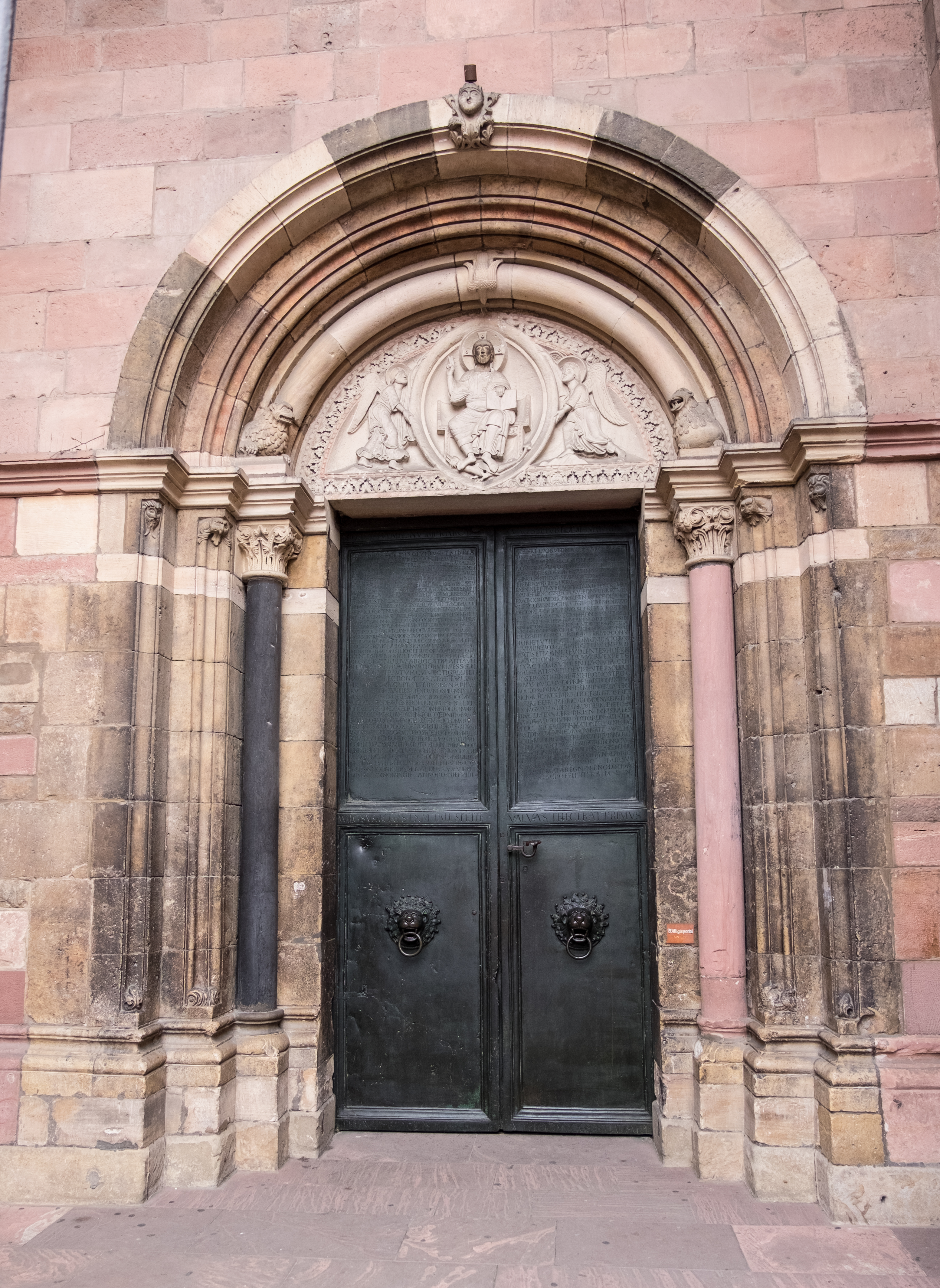
Il portale meridionale
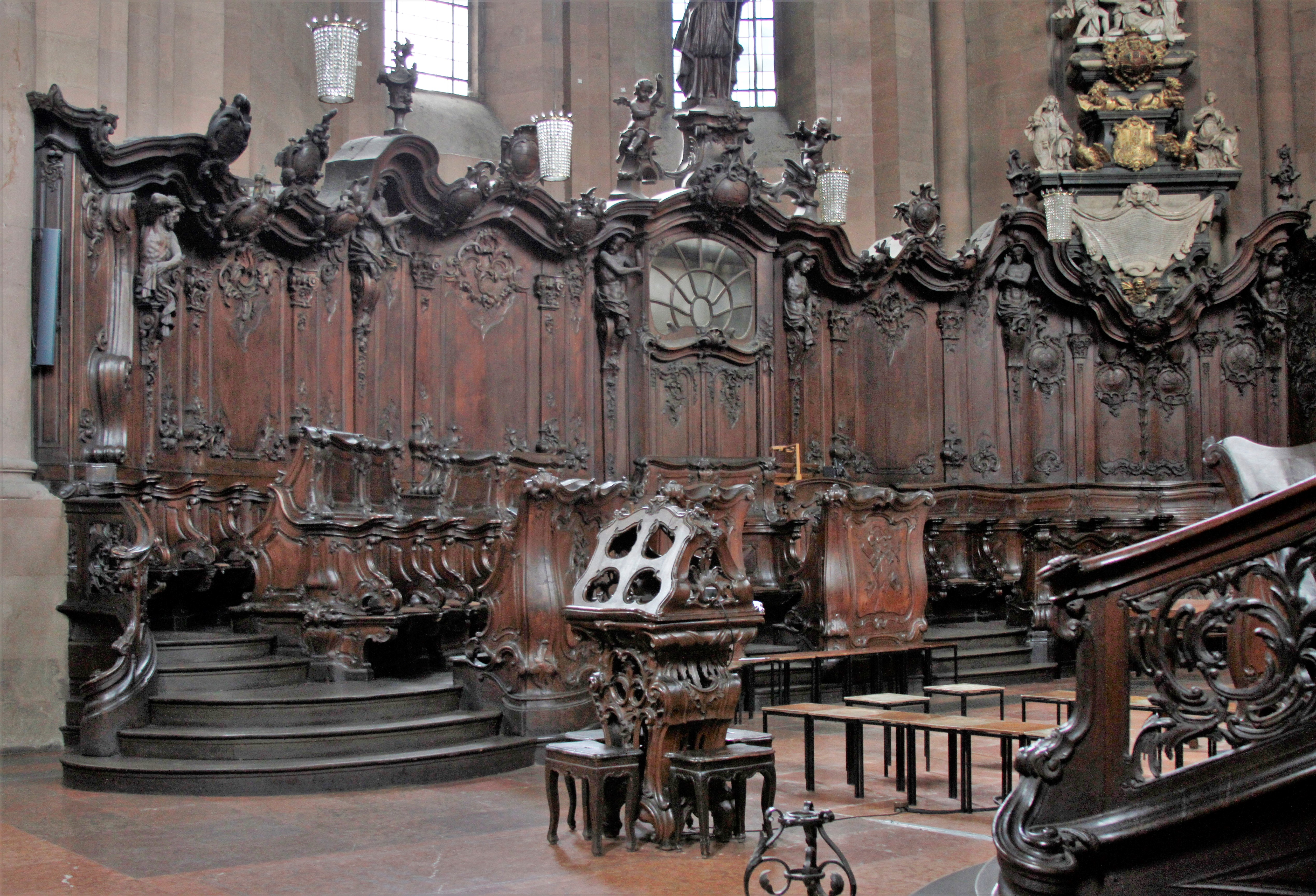
Gli stalli rococò
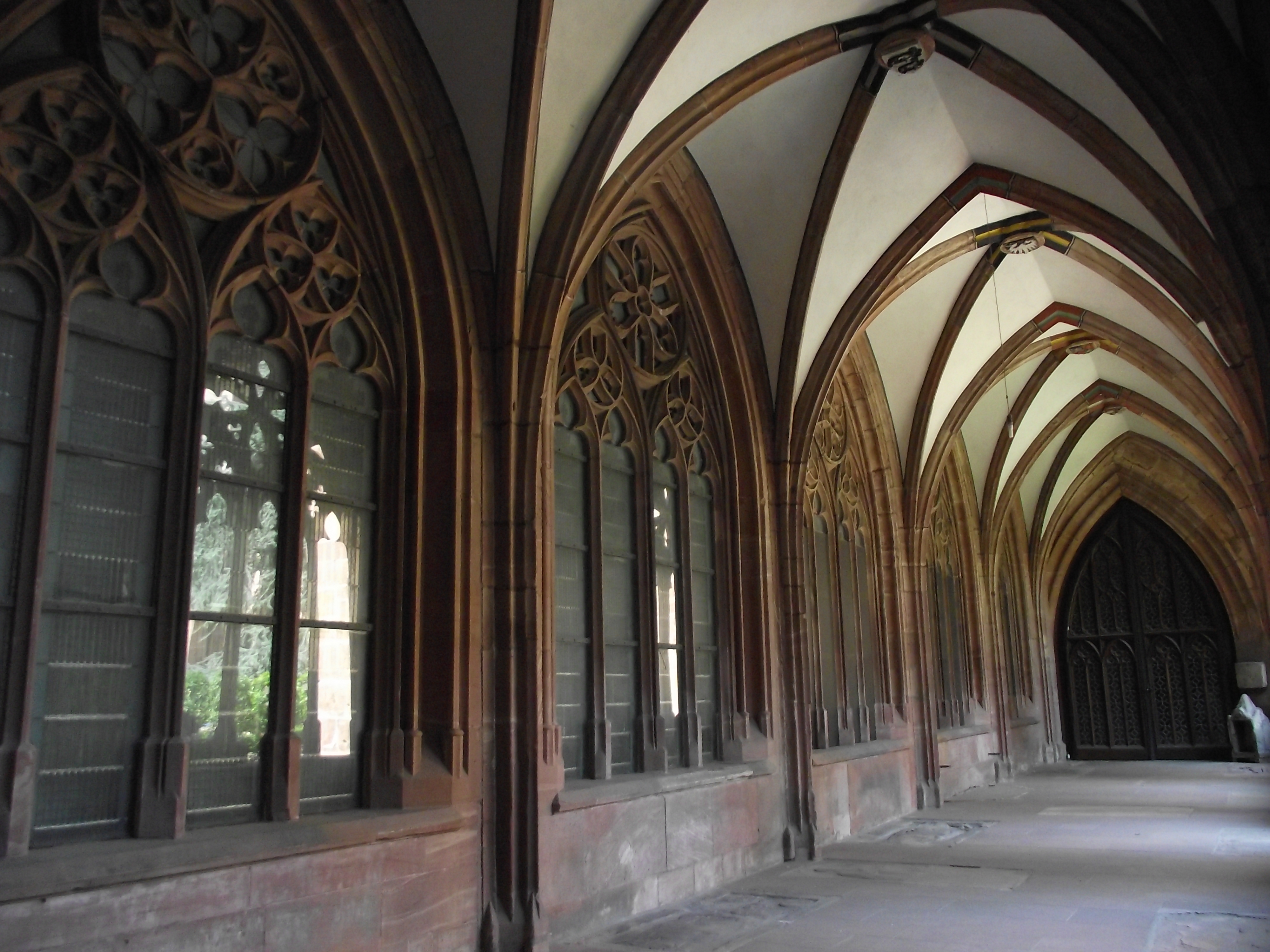
Una galleria del chiostro